# 2007 WD5

2007 WD5

2007 WD5 är ett 50 m stort jordnära objekt och en asteroid som korsar Mars omloppsbana. Det upptäcktes den 20 november 2007 av den italienska astronomen Andrea Boattini vid Catalina Sky Survey. Enligt NASA's Near Earth Object Program (NEOP) uppskattades att det hade en 1/25 dels chans att kollidera med Mars då det passerade dess bana i januari år 2008. Asteroiden passerade dock planeten på ett avstånd motsvarande 6,5 Marsradier. Asteroidens nya bana är okänd, då den i april 2025 inte hade observerats sedan januari 2008.